# Betsy Snite
Betsy Snite Riley (* 20. Dezember 1938 in Grand Rapids, Michigan; † 15. Juni 1984 in Burlington, Vermont) war eine US-amerikanische Skirennläuferin.
Snite wurde als Tochter von Al Snite, einem Dozenten am Dartmouth College, geboren und wuchs in Norwich (Vermont) auf. Von ihrem Vater erlernte sie als kleines Kind das Skifahren. Dank ihres Talents wurde sie in das renommierte Ford-Sayre-Förderprogramm aufgenommen. Im Alter von 16 Jahren bestritt Snite ihre ersten Skirennen in Europa.
1956 qualifizierte sie sich erstmals für das US-amerikanische Olympiateam, kam aber dann bei den Olympischen Spielen in Cortina d’Ampezzo nicht zum Einsatz. Nachdem sie 1959 den Riesenslalom der SDS-Rennen gewonnen und den nordamerikanischen Meistertitel im Slalom errungen hatte, feierte sie bei den Olympischen Winterspielen 1960 den größten Erfolg ihrer Karriere. Drei Tage nachdem sie im Riesenslalom eine Medaille nur um zwei Zehntelsekunden verfehlt hatte, fuhr sie im Slalom hinter der Kanadierin Anne Heggtveit auf den zweiten Platz.
Nach ihrer aktiven Laufbahn ließ Snite sich in Stowe (Vermont) nieder und eröffnete dort ein Geschäft für Sportbekleidung. 1976 wurde sie in Erinnerung an ihre Erfolge in die US National Ski Hall of Fame aufgenommen.